# Baenningeria
Baenningeria is een geslacht van kevers uit de familie van de loopkevers (Carabidae). De wetenschappelijke naam van het geslacht is voor het eerst geldig gepubliceerd in 1976 door Reichardt.

## Soorten
Het geslacht Baenningeria omvat de volgende soorten:
- Baenningeria galapagoensis Linell, 1898
- Baenningeria williamsi Van Dyke, 1953